# Wu Siou-čchüan
Wu Siou-čchüan (čínsky pchin-jinem Wǔ Xiūquán, znaky zjednodušené 伍修权, tradiční 伍修權; 6. března 1908 – 9. listopadu 1997) byl čínský komunistický revolucionář, voják a politik, účastník Dlouhého pochodu.

## Život
Pocházel z Wu-čchangu v provincii Chu-pej. Během studií na střední škole ve Wu-chanu byl aktivní ve studentském hnutí a pod vlivem Čchen Tchan-čchioua a Tung Pi-wua vstoupil do Socialistického svazu mládeže. V letech 1925–1929 studoval na Sunjatsenově univerzitě v Moskvě, od roku 1927 procházel i vojenským výcvikem. V letech 1929–1930 pracoval na sovětském Dálném východě.
V květnu 1931 se vrátil do Číny, přednášel na univerzitě Fu-tan v Šanghaji, roku 1932 byl vedením strany přeložen do centrální sovětské oblasti, kde působil ve štábu čínské Rudé armády a na vojenské univerzitě, pracoval také jako tlumočník vojenského poradce ÚV Otto Brauna. Účastnil se Dlouhého pochodu ve funkci zástupce náčelníka štábu 3. sboru.
Od roku 1936 vedl zahraniční oddělení ÚV KS Číny, na přelomu 30. a 40. let byl vedoucím úřadu 8. pochodové armády v Lan-čou, kde se podílel na zajištění transportu vojenské pomoci ze Sovětského svazu. Po roce 1945 vykonával funkci náčelníka štábu komunistických vojsk v Mandžusku, předsedy vojenské komise v Šen-jangu, člena severovýchodní lidové vlády.
Po založení Čínské lidové republiky na podzim 1949 přešel na ministerstvo zahraničí, kde byl vedoucím odboru pro Sovětský svaz a východní Evropu (říjen 1949 – srpen 1952), náměstkem ministra (od 1951 do března 1955), velvyslancem v Jugoslávii (březen 1955 – září 1958). Na VIII. sjezdu KS Číny byl zvolen do ústředního výboru. V říjnu 1958 přešel do stranického aparátu, na místo zástupce vedoucího oddělení mezinárodních vztahů ÚV KS Číny, podílel se na udržování styků s komunistickými stranami východní Evropy.
Za Kulturní revoluce zprvu hájil dlouholetého vedoucího oddělení Wang Ťia-sianga a kritizoval chaos revoluce, než byl v dubnu 1967 zatčen. Z vězení byl propuštěn roku 1974, patrně zásluhou Jie Ťien-jinga, jehož vlivem byl v dubnu 1975 jmenován zástupcem náčelníka generálního štábu ČLOA. Roku 1980 se stal místopředsedou zvláštního soudního tribunálu pro proces „gangem čtyř“ a další související procesy. Roku 1977 byl na XI. sjezdu KS Číny opět zvolen členem ústředního výboru, po XII. a XIII. sjezdu (1982 a 1987) se stal členem stálého výboru ústřední poradní komise KS Číny.
Byl také členem stálého výboru celostátního výboru Čínského lidového politického poradního shromáždění (od roku 1959 do kulturní revoluce) a stálého výboru Všečínského shromáždění lidových zástupců (1975–1978).
Publikoval několik knih pamětí.
Zemřel 9. listopadu 1997 v Pekingu.